# Torneo Apertura de la Tercera División A de Chile 2013
El Torneo de Apertura de Tercera División A de Chile 2013 fue la 33.º edición de la cuarta categoría del fútbol de Chile, correspondiente a la temporada 2013. Se jugó desde el 11 de mayo hasta el 1 de septiembre de 2013.
Su organización estuvo a cargo de la Asociación Nacional de Fútbol Amateur de Chile (ANFA) y contó con la participación de catorce equipos. Por disposición de la ANFA, y ajustándose a los calendarios impuestos por la Asociación de Fútbol Profesional de Chile (ANFP), la competición se dividió por primera y única vez en dos torneos cortos: Apertura, correspondiente al primer semestre del año, y Clausura, correspondiente al segundo semestre.
El Torneo de Apertura otorga puntos de bonificación para el Campeonato de Clausura o "Campeonato Oficial". Participaran un total de 9 instituciones.
De los 9 clubes actuales, solo 5 juegan desde la temporada anterior. Regresan al torneo Deportes Santa Cruz como campeón, Defensor Casablanca, Pudahuel Barrancas y General Velásquez. Cabe destacar que tres de estos equipos (Deportes Santa Cruz, General Velásquez y Defensor Casablanca) son instituciones históricas y fundadoras de la Tercera División en 1981. Mientras las 2 primeras escuadras vuelven a Tercera después de 4 años, los del valle de Casablanca hacen su aparición tras largos 9 años afuera. Caso aparte para Malleco Unido institución que debió haber competido, pero el cuadro Angolino finalmente no tomó parte de este torneo, pues fue invitado a participar en el campeonato venidero de la Segunda División Profesional de Chile.
Además vuelve Provincial Talagante, equipo que si bien en el año anterior, consiguió un boleto de ascenso a la Segunda División Profesional de Chile, no pudo reunir y cancelar el pago de la inscripción, para poder participar en este; por lo tanto, fue admitido por el Consejo de Presidentes.
Las escuadras que no jugarán en la edición serán: Unión Santa María, que decidió regresar a su asociación de origen, debido a la falta de apoyo de la comunidad y además para dejar a Iberia, como el único representante de la ciudad de Los Ángeles. En cambio los equipos de Municipal Mejillones, Malleco Unido, Deportes Ovalle y Municipal La Pintana, jugarían en la Segunda División de Chile, ya que postularon a la ANFP para la temporada 2014, que se inicia en agosto.
La ANFA determinó disminuir el rango de edad de los futbolistas, ya que los equipos dispondrán de jugadores nacionales Sub-23 entre sus plantillas, sin embargo para este torneo podrán exceptuar a tres de ellos como Sub-25.

## Aspectos generales

### Ascensos y descensos
| Pos. | Descendidos desde la 2° División 2012 |
| ---- | ------------------------------------- |
|      | No hubo                               |

| Pos.  | Ascendidos a la 3° División A 2014 |
| ----- | ---------------------------------- |
| 1º    | Deportes Santa Cruz                |
| 2°    | Malleco Unido*                     |
| 3°    | Defensor Casablanca                |
| 4°    | Pudahuel Barrancas                 |
| Prom. | General Velásquez                  |

- Nota: Malleco Unido debió haber participado esta temporada en la Tercera División A tras haber logrado el ascenso el año anterior, sin embargo fue invitado a formar parte de la Segunda División Profesional por lo que finalmente recaló en el fútbol profesional.

## Equipos participantes
| Equipo                | Entrenador         | Comuna       | Estadio Principal        | Capacidad | Marca    | Patrocinador Principal |
| --------------------- | ------------------ | ------------ | ------------------------ | --------- | -------- | ---------------------- |
| Colchagua CD          | Eduardo Soto       | San Fernando | Municipal Jorge Silva    | 5.900     | Fervore  | Greenvic S.A           |
| Arturo Fernández Vial | Erwin Durán        | Concepción   | Municipal Ester Roa      | 35.000    | Romma    | Lucero                 |
| Defensor Casablanca   | Rodrigo Bendeck    | Casablanca   | Arturo Echazarreta       | 1.672     |          | DPS Chile              |
| Deportes Quilicura    | Luis Saavedra      | Quilicura    | Municipal de Quilicura   | 1.225     |          | Transportes Bello      |
| Deportes Santa Cruz   | Manuel López       | Santa Cruz   | Municipal Joaquín Muñoz  | 5.000     | Lotto    | Multihogar             |
| Enfoque               | Héctor Irrazával   | Rancagua     | Guillermo Saavedra       | 500       | Dalponte | Sprim                  |
| General Velásquez     | Luis Abarca        | San Vicente  | Municipal de San Vicente | 2.504     |          | Multihogar             |
| Provincial Talagante  | Patricio Maibee    | Talagante    | Municipal Lucas Pacheco  | 2.883     | Lotto    | Santa Marta S.A.       |
| Pudahuel Barrancas    | Juan Carlos Alfaro | Pudahuel     | Modelo de Pudahuel       | 1.500     | Romma    |                        |

### Cambios de entrenadores
| Equipo            | Entrenador       | Llegada | Salida |
| ----------------- | ---------------- | ------- | ------ |
| General Velasquez | Eduardo Apablaza | 1º      | 4º     |
| General Velasquez | Luis Abarca      | 5º      | -      |

## Equipos porregión
| Región               | N.º | Equipos                                                        |
| -------------------- | --- | -------------------------------------------------------------- |
| Región de O'Higgins  | 4   | Colchagua CD, Deportes Santa Cruz, Enfoque y General Velásquez |
| Región Metropolitana | 3   | Provincial Talagante, Pudahuel Barrancas y Deportes Quilicura  |
| Región de Valparaíso | 1   | Defensor Casablanca                                            |
| Región del Biobío    | 1   | Arturo Fernández Vial                                          |

## Tabla de posiciones

### Zona Norte
| Pos. | Equipos              | PTS | PJ | PG | PE | PP | GF | GC | DIF |
| ---- | -------------------- | --- | -- | -- | -- | -- | -- | -- | --- |
| 1º   | Deportes Quilicura   | 18  | 8  | 6  | 0  | 2  | 20 | 7  | +13 |
| 2º   | Provincial Talagante | 16  | 8  | 5  | 1  | 2  | 11 | 9  | +2  |
| 3º   | Enfoque              | 11  | 8  | 3  | 2  | 3  | 11 | 11 | 0   |
| 4º   | Pudahuel Barrancas   | 9   | 8  | 3  | 2  | 3  | 11 | 13 | -2  |
| 5º   | Defensor Casablanca  | 2   | 8  | 0  | 2  | 6  | 10 | 23 | -13 |

### Zona Sur
| Pos. | Equipos               | PTS | PJ | PG | PE | PP | GF | GC | DIF |
| ---- | --------------------- | --- | -- | -- | -- | -- | -- | -- | --- |
| 1º   | Arturo Fernández Vial | 13  | 6  | 3  | 1  | 1  | 10 | 5  | +5  |
| 2º   | Colchagua CD          | 12  | 6  | 4  | 0  | 2  | 9  | 4  | +5  |
| 3º   | Deportes Santa Cruz   | 9   | 6  | 3  | 0  | 3  | 6  | 8  | -2  |
| 4º   | General Velásquez     | 1   | 6  | 0  | 1  | 5  | 2  | 10 | -8  |

     Zona de clasificación. Clasifica a la segunda fase por el ascenso.

## Evolución de la clasificación

### Zona Norte
| Equipo / Fecha       | 01 | 02 | 03 | 04 | 05 | 06 | 07 | 08 | 09 | 10 |
| -------------------- | -- | -- | -- | -- | -- | -- | -- | -- | -- | -- |
| Deportes Quilicura   | 1  | 3  | 3  | 3  | 2  | 2  | 2  | 2  | 2  | 1  |
| Provincial Talagante | 2  | 1  | 1  | 1  | 1  | 1  | 1  | 1  | 1  | 2  |
| Enfoque              | 4  | 4  | 4  | 5  | 4  | 4  | 4  | 4  | 4  | 3  |
| Pudahuel Barrancas   | 3  | 2  | 2  | 2  | 3  | 3  | 3  | 3  | 3  | 4  |
| Defensor Casablanca  | 5  | 5  | 5  | 4  | 5  | 5  | 5  | 5  | 5  | 5  |

### Zona Sur
| Equipo / Fecha        | 01 | 02 | 03 | 04 | 05 | 06 | 07 | 08 |
| --------------------- | -- | -- | -- | -- | -- | -- | -- | -- |
| Arturo Fernández Vial | 1  | 1  | 1  | 1  | 1  | 1  | 1  | 1  |
| Colchagua CD          | 3  | 3  | 3  | 2  | 2  | 2  | 2  | 2  |
| Deportes Santa Cruz   | 2  | 2  | 2  | 3  | 3  | 3  | 3  | 3  |
| General Velásquez     | 4  | 4  | 4  | 4  | 4  | 4  | 4  | 4  |

## Resultados

### Zona Norte
|                | Defensor Casablanca | 0 - 3          | Deportes Quilicura   |                | Arturo Echazarreta | 11 de mayo     | 15:30          | Norte |
|                | Pudahuel Barrancas  | 1 - 1          | Provincial Talagante |                | Modelo de Pudahuel | 11 de mayo     | 18:00          | Norte |
| Libre: Enfoque | Libre: Enfoque      | Libre: Enfoque | Libre: Enfoque       | Libre: Enfoque | Libre: Enfoque     | Libre: Enfoque | Libre: Enfoque | Norte |

|                           | Provincial Talagante      | 2 - 1                     | Defensor Casablanca       |                           | Municipal Lucas Pacheco Toro | 18 de mayo                | 19:00 h.                  | Norte |
|                           | Enfoque                   | 1 - 2                     | Pudahuel Barrancas        |                           | Guillermo Saavedra           | 18 de mayo                | 19:00 h.                  | Norte |
| Libre: Deportes Quilicura | Libre: Deportes Quilicura | Libre: Deportes Quilicura | Libre: Deportes Quilicura | Libre: Deportes Quilicura | Libre: Deportes Quilicura    | Libre: Deportes Quilicura | Libre: Deportes Quilicura | Norte |

|                           | Defensor Casablanca       | 1 - 1                     | Enfoque                   |                           | Arturo Echazarreta        | 25 de mayo                | 15:30 h                   | Norte |
|                           | Deportes Quilicura        | 0 - 1                     | Provincial Talagante      |                           | Municipal de Quilicura    | 26 de mayo                | 15:30 h                   | Norte |
| Libre: Pudahuel Barrancas | Libre: Pudahuel Barrancas | Libre: Pudahuel Barrancas | Libre: Pudahuel Barrancas | Libre: Pudahuel Barrancas | Libre: Pudahuel Barrancas | Libre: Pudahuel Barrancas | Libre: Pudahuel Barrancas | Norte |

|                             | Enfoque                     | 1 - 4                       | Deportes Quilicura          |                             | Guillermo Saavedra          | 1 de junio                  | 18:00 h.                    | Norte |
|                             | Pudahuel Barrancas          | 3 - 2                       | Defensor Casablanca         |                             | Modelo de Pudahuel          | 1 de junio                  | 19:00 h                     | Norte |
| Libre: Provincial Talagante | Libre: Provincial Talagante | Libre: Provincial Talagante | Libre: Provincial Talagante | Libre: Provincial Talagante | Libre: Provincial Talagante | Libre: Provincial Talagante | Libre: Provincial Talagante | Norte |

|                            | Provincial Talagante       | 1 - 0                      | Enfoque                    |                            | Municipal Lucas Pacheco Toro | 8 de junio                 | 16:00 h                    | Norte |
|                            | Deportes Quilicura         | 2 - 1                      | Pudahuel Barrancas         |                            | Municipal de Quilicura       | 9 de junio                 | 15:30 h.                   | Norte |
| Libre: Defensor Casablanca | Libre: Defensor Casablanca | Libre: Defensor Casablanca | Libre: Defensor Casablanca | Libre: Defensor Casablanca | Libre: Defensor Casablanca   | Libre: Defensor Casablanca | Libre: Defensor Casablanca | Norte |

|                | Provincial Talagante | 1 - 0          | Pudahuel Barrancas  |                | Municipal Lucas Pacheco Toro | 15 de junio    | 16:00 h        | Norte |
|                | Deportes Quilicura   | 3 - 1          | Defensor Casablanca |                | Municipal de Quilicura       | 16 de junio    | 15:30 h.       | Norte |
| Libre: Enfoque | Libre: Enfoque       | Libre: Enfoque | Libre: Enfoque      | Libre: Enfoque | Libre: Enfoque               | Libre: Enfoque | Libre: Enfoque | Norte |

|                           | Defensor Casablanca       | 2 - 5                     | Provincial Talagante      |                           | Arturo Echazarreta        | 22 de junio               | 15:30 h.                  | Norte |
|                           | Pudahuel Barrancas        | 1 - 1                     | Enfoque                   |                           | Modelo de Pudahuel        | 22 de junio               | 19:00 h.                  | Norte |
| Libre: Deportes Quilicura | Libre: Deportes Quilicura | Libre: Deportes Quilicura | Libre: Deportes Quilicura | Libre: Deportes Quilicura | Libre: Deportes Quilicura | Libre: Deportes Quilicura | Libre: Deportes Quilicura | Norte |

|                           | Enfoque                   | 4 - 1                     | Defensor Casablanca       |                           | Guillermo Saavedra           | 29 de junio               | 16:00 h                   | Norte |
|                           | Provincial Talagante      | 0 - 4                     | Deportes Quilicura        |                           | Municipal Lucas Pacheco Toro | 29 de junio               | 16:00 h                   | Norte |
| Libre: Pudahuel Barrancas | Libre: Pudahuel Barrancas | Libre: Pudahuel Barrancas | Libre: Pudahuel Barrancas | Libre: Pudahuel Barrancas | Libre: Pudahuel Barrancas    | Libre: Pudahuel Barrancas | Libre: Pudahuel Barrancas | Norte |

|                             | Defensor Casablanca         | 2 - 2                       | Pudahuel Barrancas          |                             | Arturo Echazarreta          | 10 de julio                 | 15.00 h.                    | Norte |
|                             | Deportes Quilicura          | 1 - 2                       | Enfoque                     |                             | Municipal de Quilicura      | 7 de julio                  | 15.30 h.                    | Norte |
| Libre: Provincial Talagante | Libre: Provincial Talagante | Libre: Provincial Talagante | Libre: Provincial Talagante | Libre: Provincial Talagante | Libre: Provincial Talagante | Libre: Provincial Talagante | Libre: Provincial Talagante | Norte |

|                            | Enfoque                    | 1 - 0                      | Provincial Talagante       |                            | Guillermo Saavedra         | 13 de julio                | 18.00 h.                   | Norte |
|                            | Pudahuel Barrancas         | 1 - 3                      | Deportes Quilicura         |                            | Modelo de Pudahuel         | 13 de julio                | 19.00 h.                   | Norte |
| Libre: Defensor Casablanca | Libre: Defensor Casablanca | Libre: Defensor Casablanca | Libre: Defensor Casablanca | Libre: Defensor Casablanca | Libre: Defensor Casablanca | Libre: Defensor Casablanca | Libre: Defensor Casablanca | Norte |

### Zona Sur
|                            | Arturo Fernández Vial      | 3 - 0                      | General Velásquez          |                            | Municipal Ester Roa        | 11 de mayo                 | 17:00                      | Sur |
|                            | Colchagua CD               |                            | Malleco Unido              |                            | Jorge Silva Valenzuela     | SUSPENDIDO                 |                            | Sur |
| Libre: Deportes Santa Cruz | Libre: Deportes Santa Cruz | Libre: Deportes Santa Cruz | Libre: Deportes Santa Cruz | Libre: Deportes Santa Cruz | Libre: Deportes Santa Cruz | Libre: Deportes Santa Cruz | Libre: Deportes Santa Cruz | Sur |

|                            | Arturo Fernández Vial      | 1 - 0                      | Colchagua CD               |                            | Municipal Ester Roa        | 19 de mayo                 | 16:00 h.                   | Sur |
| Libre: General Velásquez   | Libre: General Velásquez   | Libre: General Velásquez   | Libre: General Velásquez   | Libre: General Velásquez   | Libre: General Velásquez   | Libre: General Velásquez   | Libre: General Velásquez   | Sur |
| Libre: Deportes Santa Cruz | Libre: Deportes Santa Cruz | Libre: Deportes Santa Cruz | Libre: Deportes Santa Cruz | Libre: Deportes Santa Cruz | Libre: Deportes Santa Cruz | Libre: Deportes Santa Cruz | Libre: Deportes Santa Cruz | Sur |

|                              | Deportes Santa Cruz          | 1 - 0                        | General Velásquez            |                              | Municipal Joaquín Muñoz      | 25 de mayo                   | 15:30 h                      | Sur |
| Libre: Colchagua CD          | Libre: Colchagua CD          | Libre: Colchagua CD          | Libre: Colchagua CD          | Libre: Colchagua CD          | Libre: Colchagua CD          | Libre: Colchagua CD          | Libre: Colchagua CD          | Sur |
| Libre: Arturo Fernández Vial | Libre: Arturo Fernández Vial | Libre: Arturo Fernández Vial | Libre: Arturo Fernández Vial | Libre: Arturo Fernández Vial | Libre: Arturo Fernández Vial | Libre: Arturo Fernández Vial | Libre: Arturo Fernández Vial | Sur |

|  | Deportes Santa Cruz | 0 - 2 | Arturo Fernández Vial |  | Municipal Joaquín Muñoz          | 9 de junio | 15:30 h. | Sur |
|  | General Velásquez   | 1 - 2 | Colchagua CD          |  | Municipal de San Vicente de T.T. | 9 de junio | 15:30 h. | Sur |

|                              | Colchagua CD                 | 3 - 0                        | Deportes Santa Cruz          |                              | Jorge Silva Valenzuela       | 16 de junio                  | 15:30 h.                     | Sur |
| Libre: Arturo Fernández Vial | Libre: Arturo Fernández Vial | Libre: Arturo Fernández Vial | Libre: Arturo Fernández Vial | Libre: Arturo Fernández Vial | Libre: Arturo Fernández Vial | Libre: Arturo Fernández Vial | Libre: Arturo Fernández Vial | Sur |
| Libre: General Velásquez     | Libre: General Velásquez     | Libre: General Velásquez     | Libre: General Velásquez     | Libre: General Velásquez     | Libre: General Velásquez     | Libre: General Velásquez     | Libre: General Velásquez     | Sur |

|  | Deportes Santa Cruz | 2 - 0 | Colchagua CD          |  | Municipal Joaquín Muñoz          | 23 de junio | 15:30 h. | Sur |
|  | General Velásquez   | 1 - 1 | Arturo Fernández Vial |  | Municipal de San Vicente de T.T. | 23 de junio | 15:30 h. | Sur |

|  | Colchagua CD      | 2 - 0 | Arturo Fernández Vial |  | Jorge Silva Valenzuela           | 10 de junio | 15:30 h. | Sur |
|  | General Velásquez | 0 - 1 | Deportes Santa Cruz   |  | Municipal de San Vicente de T.T. | 10 de junio | 20:00 h  | Sur |

|  | Arturo Fernández Vial | 3 - 2 | Deportes Santa Cruz |  | El Morro de Talcahuano | 14 de junio | 15:30 h. | Sur |
|  | Colchagua CD          | 2 - 0 | General Velásquez   |  | Jorge Silva Valenzuela | 14 de junio | 15:30 h. | Sur |

## Cuadrangular final
- Actualizado el 1 de septiembre de 2013

| Pos. | Equipos               | PJ | PG | PE | PP | GF | GC | DIF | PTS |
| ---- | --------------------- | -- | -- | -- | -- | -- | -- | --- | --- |
| 1.   | Arturo Fernández Vial | 6  | 4  | 2  | 0  | 10 | 2  | +8  | 14  |
| 2.   | Deportes Quilicura    | 6  | 3  | 1  | 2  | 8  | 7  | +1  | 10  |
| 3.   | Provincial Talagante  | 6  | 2  | 1  | 3  | 6  | 9  | -3  | 7   |
| 4.   | Colchagua CD          | 6  | 1  | 0  | 5  | 2  | 8  | -6  | 3   |

- Arturo Fernández Vial: Recibe bonificación de +3 puntos para el Campeonato de Clausura.
- Deportes Quilicura: Recibe bonificación de +2 puntos para el Campeonato de Clausura.
- Provincial Talagante: Recibe bonificación de +1 punto para el Campeonato de Clausura.

## Resultados
|  | Arturo Fernández Vial | 1 - 0 | Colchagua CD         |  | Municipal Ester Roa    | 27 de julio | 15:30 h. |
|  | Deportes Quilicura    | 1 - 0 | Provincial Talagante |  | Municipal de Quilicura | 28 de julio | 15:30 h. |

|  | Provincial Talagante | 1 - 0 (enlace roto disponible en Internet Archive; véase el historial, la primera versión y la última). | Colchagua CD          |  | Municipal Lucas Pacheco Toro | 3 de agosto | 15:30 h. |
|  | Deportes Quilicura   | 0 - 2                                                                                                   | Arturo Fernández Vial |  | Municipal de Quilicura       | 4 de agosto | 15:30 h. |

|  | Arturo Fernández Vial | 1 - 1 | Provincial Talagante |  | Municipal Ester Roa    | 11 de agosto | 15:30 h. |
|  | Colchagua CD          | 1 - 2 | Deportes Quilicura   |  | Jorge Silva Valenzuela | 11 de agosto | 15:45 h. |

|  | Provincial Talagante | 2 - 4 (enlace roto disponible en Internet Archive; véase el historial, la primera versión y la última). | Deportes Quilicura    |  | Municipal Lucas Pacheco Toro | 17 de agosto | 15:30 h. |
|  | Colchagua CD         | 0 - 2 (enlace roto disponible en Internet Archive; véase el historial, la primera versión y la última). | Arturo Fernández Vial |  | Jorge Silva Valenzuela       | 18 de agosto | 15:30 h. |

|  | Colchagua CD          | 0 - 2 | Provincial Talagante |  | Jorge Silva Valenzuela | 25 de agosto | 16:00 h. |
|  | Arturo Fernández Vial | 1 - 1 | Deportes Quilicura   |  | Municipal Ester Roa    | 25 de agosto | 16:00 h. |

|  | Provincial Talagante | 0 - 3                                                                                                   | Arturo Fernández Vial |  | Municipal Lucas Pacheco Toro | 1 de septiembre | 16:00 |
|  | Deportes Quilicura   | 0 - 1 (enlace roto disponible en Internet Archive; véase el historial, la primera versión y la última). | Colchagua CD          |  | Municipal de Quilicura       | 1 de septiembre | 16:00 |

### Campeón
|                                 |
| Arturo Fernández Vial 2º Título |

## Goleadores
Actualizado el 01 de septiembre de 2013.
| Jugador           | Equipo                | Goles anotados |
| ----------------- | --------------------- | -------------- |
| Francisco Román   | Arturo Fernández Vial | 9              |
| Cristian Cárdenas | Deportes Quilicura    | 9              |
| Rogelio Castillo  | Colchagua CD          | 7              |
| Jonathan Guajardo | Deportes Quilicura    | 5              |
| Felipe Báez       | Deportes Quilicura    | 4              |
| Jonathan Vásquez  | Defensor Casablanca   | 4              |
| Juan Orellana     | Pudahuel Barrancas    | 4              |
| Benjamin Calderón | Enfoque               | 3              |
| Felipe Vasquéz    | Provincial Talagante  | 3              |
| Freddy Barahona   | Provincial Talagante  | 3              |

Fuente:Tercera División